# Kanisfluh
El Kanisfluh és un massís de les muntanyes del Bregenzwald, a Vorarlberg (Àustria), entre els municipis de Mellau i Au. El pic més alt és el Holenke, que culmina a 2.044 metres d'altitud.